# Successus Gröbner
Successus Gröbner (? – 12. listopadu 1776 Kroměříž), též Graebner nebo Grebner byl františkán a teolog působící v českých zemích. V 50. letech 18. století přednášel filozofii teologii řádovým klerikům a nedávno vysvěcený kněžím na klášterních studiích františkánů. V roce 1751 přednášel filozofii v kroměřížském františkánském klášteře, kdy pod jeho vedením obhájili své teze řeholní bratři Andělín Schmidt (†1784) a Peregrín Walburger (†1758) a poté Rajmund Seidler (†1789)
V roce 1752 učil bratr Successus morální teologii snad v pražském konventu u P. Marie Sněžné. Jím předkládané přednášky si spolu s moralistickými lekcemi dalších františkánských lektorů Anakléta Bürgermeistera a Jáchyma Lantzingera tehdy zapsal student Adolf Kraus († 1769). Roku 1755 zase přednášel kontroverzistickou teologii na studiích řádu u sv. Máří Magdaleny v Brně. Dovídáme se to z tištěných tezí, které Gröbner roku 1755 v Brně presidoval a obhájili je řádoví klerici Vavřinec Stangel († 1791) a Damasus Hoor († 1804). Po získání zkušeností v teologii byl Gröbner, jako ostatně většina františkánských lektorů 18. století, převeden do vedení české františkánské provincie. Nejprve jej řádná kapitula v září 1762 v Praze jmenovala provinčním sekretářem. Na další řádné kapitule o tři roky později v Olomouci byl jakožto vysloužilý lektor (emeritus) jmenován členem provinčního definitoria (definitorem), jímž byl v letech 1765–1768. Dále jej potkáváme v letech 1768 až 1769 jako kvardiána olomouckého kláštera u sv. Bernardina. Někdy v této době byl rovněž jmenován habituálním (doživotním) provinčním definitorem. Františkán Successus Gröbner zemřel v Kroměříži 12. listopadu 1776.